# Baião (Pará)
Baião é um município brasileiro do estado do Pará. Localiza-se a uma latitude 02º47'26" sul e a uma longitude 49º40'18" oeste, estando a uma altitude de 30 metros. Sua população estimada em 2022 é de 51.641 habitantes segundo IBGE. Possui uma área de 3202,399 km².